# 克倫肖克羅辛 (伊利諾伊州)
克倫肖克羅辛（英語：Crenshaw Crossing）是位於美國伊利諾伊州威廉森縣的一個非建制地區。該地的面積和人口皆未知。

## 地理
克倫肖克羅辛的座標為37°46′26″N 88°58′46″W / 37.77389°N 88.97944°W，而該地的平均海拔高度為135米（即443英尺）。